# Безбедност новинара
Безбедност новинара је могућност да новинари и медијски стручњаци примају, производе и деле информације без суочавања са физичким или моралним претњама.
Новинари се могу суочити са насиљем и застрашивањем због коришћења основног права на слободу изражавања. Опсег претњи обухвата: убиства, отмице, узимање талаца, узнемиравање на мрежи или ван ње, застрашивање, присилни нестанак, неоснован притвор и мучење. И новинарке се суочавају са одређеним опасностима и посебно су рањиве на сексуалне нападе и сексуално узнемиравање.
Све више се новинари, а посебно новинарке, суочавају са злостављањем и узнемиравањем путем интернета. Ту спадају: говор мржње, сајбер малтретирање, сајбер ухођење, троловање, јавно срамоћење, застрашивање и упућивање претњи.